# Khu dân cư tồi tàn

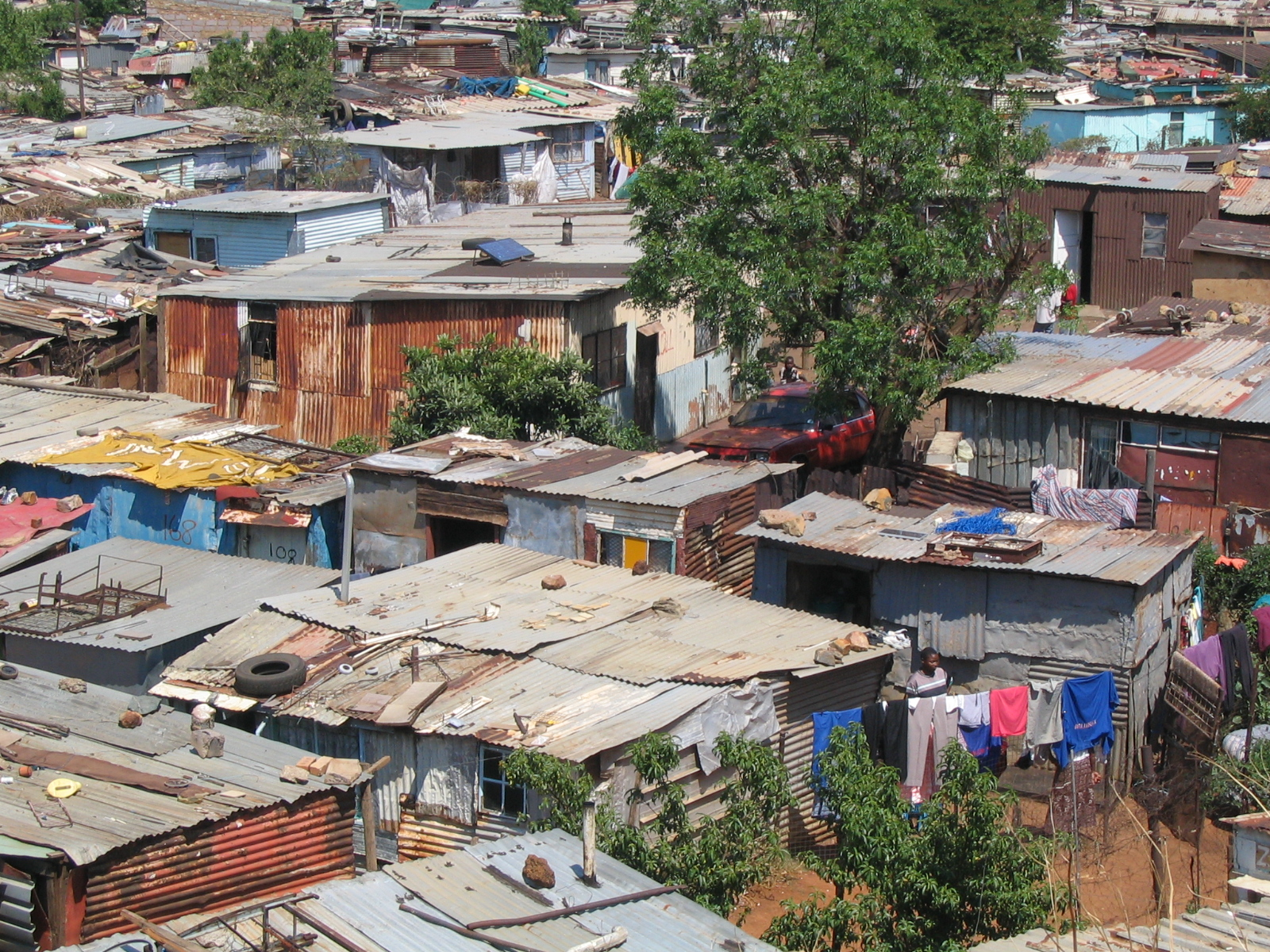
Một khu dân cư tồi tàn ở Soweto, Nam Phi năm 2005

Khu dân cư tồi tàn hay khu dân cư lụp xụp đôi khi còn gọi là khu ổ chuột là một khu vực đông dân cư với nhiều dãy nhà sát nhau, được xây dựng bằng các vật liệu tạm bợ, được bố trí theo kiểu xếp củi và nằm trong tình trạng xuống cấp hoặc tồi tàn, lụp xụp, và không được đầu tư nâng cấp. Đây là nơi sinh sống cho những người hay nhiều hộ gia đình có điều kiện thu nhập thấp, nghèo khổ. Nhưng nơi này có mặt chủ yếu ở các quốc gia đang phát triển thậm chí còn ở một số khu vực của các quốc gia phát triển.

## Đặc điểm
Khu dân cư có các dãy nhà có kết cấu tạm bợ, hạ tầng chắp vá, không đảm bảo điều kiện sống. Những vật liệu xây dựng nhà cửa ở đây thường làm từ phế liệu, ván ép, tôn kim loại và tấm nhựa nói chung khu vực này đều sử dụng bằng vật liệu dễ cháy như gỗ, ván, tăng bạt, gác gỗ, mái lợp tôn, giấy dầu... còn bên trên thì dây điện giăng kín. Không giống như những khu phố ổ chuột, những khu dân cư này thường tập trung tại ngoại ô hoặc vùng ven của thành phố, nó cũng thường không đảm bảo vệ sinh, điện, dịch vụ điện thoại. Nơi đây còn là khu vực ẩn chứa nhiều tệ nạn xã hội như tội phạm, tự sát, ma túy, bệnh tật, các băng đảng xã hội đen, nhưng nó cũng hàm chứa những văn hóa cộng đồng riêng.
Cháy là một mối nguy hiểm đặc biệt cho khu phố dạng này không chỉ cho việc thiếu các trạm chữa cháy và xe cứu hỏa gặp khó khăn vì khó chạy vào được khu vực này khi thiếu vắng mạng lưới đường phố đủ rộng. Chỉ cần một tia lửa điện là có thể xảy ra cháy và có nguy cơ cháy nổ, ô nhiễm môi trường. Một ngọn lửa đã quét qua những ngọn đồi của khu vực Shek Kip Mei, Hồng Kông, vào cuối năm 1953 đã thiêu rụi khu vực có hơn 53.000 cư dân lấn chiếm vô gia cư, khiến chính quyền phải lập nên một hệ thống nhà cố định cho việc tái định cư.

## Một số nơi
Ở Việt Nam, nhiều thành phố lớn cũng có tình trạng nhiều khu dân cư "nhà không số, phố không tên", che chắn tạm bợ bằng đủ thứ vật liệu từ tôn, ván ép, thùng giấy, thậm chí áo mưa hay bao ni lông, không đảm bảo các điều kiện để sinh sống và an toàn cháy nổ. Chính quyền một số nơi như Thành phố Hồ Chí Minh cũng đã tạo điều kiện cho người dân vay vốn tự nâng cấp, chỉnh trang nhà ở tại các khu dân cư lụp xụp, nâng chất lượng nhà ở nông thôn... Thay dần nhà lụp xụp bằng chung cư cao tầng trong quy hoạch tập trung chỉnh trang đô thị Các khu vực này được nâng cấp theo hai hướng: khu vực dân cư quá nghèo được khảo sát đưa vào dự án thực hiện trong vòng năm năm, giải quyết cơ bản tình hình thấp kém về hạ tầng và các dịch vụ đô thị; các khu dân cư còn lại thực hiện theo phương châm Nhà nước và nhân dân cùng làm. Một quan chức cho biết đã giải tỏa khoảng 30% số nhà lụp xụp.